# Case Design Stili
Case Design Stili è stato un canale televisivo italiano interamente dedicato alla casa, all'arredamento e al verde. Fino al 2015, il canale si chiamava Leonardo.

## Storia

### Leonardo (2000-2015)

Logo del canale Leonardo.

Leonardo nasce nel 2000 per la piattaforma satellitare di Telepiù, edito dal gruppo Sitcom; a partire dal 2003 passa a Sky Italia e dal 2012 l'editore cambia nome in LT Multimedia. Il 1º gennaio 2014 Leonardo ha abbandonato la piattaforma Sky Italia e trasmette su Tivùsat sul canale 42 e sul digitale terrestre alla LCN 222 sul mux TivuItalia al posto di Nuvolari, che viene momentaneamente eliminato (riaprirà poi il 24 febbraio su satellite e Tivùsat e poi anche sul digitale terrestre alle LCN 224 e 60). Leonardo è aggiunto anche sul mux TIMB 2 dal 13 gennaio e da fine febbraio 2014 è presente solo su quest'ultimo. A partire dal 17 luglio 2014 assume anche LCN 62.
Il 13 marzo 2015 Leonardo, Nuvolari, Marcopolo e Alice abbandonano la piattaforma Tivùsat e rimangono in chiaro esclusivamente sul digitale terrestre. Dal 15 giugno 2015 Leonardo rimane visibile solo sul canale 222.
Il 25 agosto 2015 LT Multimedia ne preannuncia la chiusura avvenuta il 31 agosto 2015, dichiarando che i contenuti approderanno da ottobre sul canale Alice anche con nuove produzioni (cosa poi accantonata) e la library storica verrà messa a disposizione su Italia Smart. Leonardo è sostituito sulla LCN 222 da Marcopolo.

### Case Design Stili (2017-2020)
Dal 13 febbraio 2017, il canale è tornato a trasmettere alla LCN 223 del digitale terrestre con la nuova denominazione Case Design Stili.
Il 7 gennaio 2020 sospende le trasmissioni.

## Palinsesto
Responsabile del canale è stata Daniela Siboni, i format si avvalevano della collaborazione editoriale di numerosi esperti, tra i quali architetti, designer e tecnici. Il palinsesto prevedeva programmi dedicati all'architettura, interior design, outdoor, ristrutturazioni, complementi.

### Programmi
- A2
- Passepartout
- A2 Brand
- Botteghe e Mestieri
- Case e segreti
- Le case di Lorenzo
- Candy detto fatto
- DesignBook
- Tendenze Casa
- Le stagioni in casa
- Trattative riservate
- L'erba del vicino
- Castelli sulla sabbia
- Fitness
- Faidate
- Homes by design
- La casa italiana
- Favole in verde
- Favole in rosa
- Design Inc
- Fuga dalla città
- Case da sogno
- Interni d'autore

## Principali conduttori
- Giorgio Tartaro
- Carlo Pagani
- Laura Lattuada
- Patrizia Pellegrino
- Lorenzo Ciompi
- Daniele Giorgi
- Davide Paolini
- Pio Daniele Mizzau
- Laura Cola
- Csaba dalla Zorza
- Didi Leoni
- Marina Perzy
- Giovanna Lecis

## Ascolti

### Share 24h* di Case Design Stili (Leonardo, fino al 2015)[5]
| Anno | Gen    | Feb      | Mar    | Apr    | Mag    | Giu    | Lug    | Ago    | Set    | Ott    | Nov    | Dic    | Media anno |
| ---- | ------ | -------- | ------ | ------ | ------ | ------ | ------ | ------ | ------ | ------ | ------ | ------ | ---------- |
| 2014 | 0,04%  | 0,05%    | 0,04%  | 0,05%  | 0,04%  | 0,04%  | 0,07%  | 0,11%  | 0,08%  | 0,06%  | 0,06%  | 0,05%  | 0,05%      |
| 2015 | 0,06%  | 0,05%    | 0,05%  | 0,04%  | 0,04%  | 0,05%  | 0,05%  | 0,05%  | chiuso | chiuso | chiuso | chiuso | 0,04%      |
| 2016 | chiuso | chiuso   | chiuso | chiuso | chiuso | chiuso | chiuso | chiuso | chiuso | chiuso | chiuso | chiuso | chiuso     |
| 2017 | chiuso | riaperto | n.r.   | 0,03%  | 0,03%  | 0,03%  | 0,04%  | 0,04%  | 0,03%  | 0,03%  | 0,03%  | 0,02%  | 0,03%      |
| 2018 | 0,02%  | 0,02%    | 0,02%  | 0,02%  | 0,02%  | 0,03%  | 0,03%  | 0,04%  | 0,03%  | 0,03%  | 0,03%  | 0,02%  | 0,02%      |
| 2019 | 0,02%  | 0,02%    | 0,02%  | 0,02%  | 0,02%  | 0,02%  | 0,02%  | 0,02%  | 0,02%  | 0,02%  | 0,02%  | 0,02%  | 0,02%      |

* Giorno medio mensile su target individui 4+